# Oscar Straus (homme politique)
Pour les articles homonymes, voir Oscar Straus et Straus.
Oscar Solomon Straus, né le 23 décembre 1850 à Otterberg (royaume de Bavière) et mort le 3 mai 1926 à New York, est un homme politique américain. Membre du Parti républicain, il est secrétaire au Commerce et au Travail entre 1906 et 1909 dans l'administration du président Theodore Roosevelt, devenant le premier homme politique d'origine juive à être membre d'un cabinet présidentiel.

## Biographie

### Jeunesse et formation
Né à Otterberg, ville alors située dans le Palatinat rhénan uni au royaume de Bavière, Oscar Strauss émigre en 1854 aux États-Unis avec ses parents qui s'installent à Talbotton, en Géorgie. Après des études de droit à la faculté de l'université Columbia à New York, il exerce la profession de juriste jusqu'en 1881, date à laquelle il devient marchand.

### Carrière politique
Il occupe le poste de ministre des États-Unis auprès de l'Empire ottoman de 1887 à 1889, puis de 1898 à 1899.
En décembre 1906, il est nommé secrétaire d'État au Commerce et au Vrail et, à ce titre, participe notamment, en compagnie du président Theodore Roosevelt, du grand maître de l'ordre du B'nai B'rith Adolf Kraus (en) et du banquier Jacob Schiff aux négociations de paix de Portsmouth entre la Russie et le Japon, à la suite de la guerre russo-japonaise (1904-1905).
Il quitte son poste en 1909, à la fin du mandat de Roosevelt. Il est nommé peu après par le nouveau président William Howard Taft comme ambassadeur des États-Unis auprès de l'Empire ottoman, fonction qu'il occupe pendant un an. En 1912, il se présente sans succès à l'élection pour le poste de gouverneur de New York.

## Famille
La famille Strauss s'illustre par de nombreux membres influents, comme le petit-fils d'Oscar Strauss,Roger Williams Straus Jr. (en), qui fonde la maison d'édition Farrar, Straus and Giroux ; son frère, Isidor Straus, mort à bord du Titanic, un membre de la Chambre des représentants du 15e district de New York de 1894 à 1895, et copropriétaire des magasins Macy's avec son frère, Nathan Straus ; son neveu, Jesse Isador Straus, ambassadeur des États-Unis en France de 1933 à 1936.

## Hommage
À Washington, D.C., un mémorial célèbre les réalisations de cet illustre homme d'État américain d'origine judéo-allemande.